# ジョージ・スミス (ラグビー選手)
ジョージ・スミス（George Smith、1980年7月14日 - ）は、オーストラリアのラグビーユニオン選手である。またジャパンラグビートップリーグのサントリーサンゴリアスにも所属していた。

## プロフィール
- ポジションは主にフランカーである。
- ブレイクダウン(密集)での強さに定評があり、特に相手のボールを奪うプレー(ジャッカル)に優れている。
- 29歳の時史上最年少で100キャップに達した。
- ドレッドヘアーがトレードマークであったが2006年にチャリティーのために切り落とした[1]。

## 経歴
1999年にエディー・ジョーンズ率いるブランビーズに加入しシャークス戦でデビューした。また2000年のフランス戦でオーストラリア代表として初キャップを獲得した。その後もワラビーズの中心選手として活躍したスミスは2007年、ラグビーワールドカップのカナダ戦でキャプテンを務めた。
2009年、国際試合からの引退を表明してフランスのRCトゥーロンに移籍し、2011年から2014年までは日本のトップリーグのサントリーサンゴリアスでプレーした。2011-12、2012-13シーズンには2年連続でトップリーグのMVPに選ばれている。2013年にはブランビーズに一時復帰しブリティッシュアンドアイリッシュライオンズ戦で5年ぶりにキャップを獲得した。
2014年にフランストップ14のリヨンOUに移籍し、2015年からはイングランド1部プレミアシップのワスプスRFCでプレーした。2016年にはイングランドの選手協会による年間最優秀選手賞を受賞した。
2016年、ワスプスを退団しトップリーグのサントリーサンゴリアスに復帰することが発表された。翌月には2017年シーズンからの2年契約でオーストラリアのレッズでもプレーすることが発表され、2013年以来のスーパーラグビー復帰となった。
2017年12月31日未明、東京都府中市内で泥酔状態でタクシー代金を踏み倒し、さらに追いかけてきた運転手に暴行を加えたとして、強盗致傷の現行犯で警視庁府中警察署に逮捕された。府中署の調べに対し「（当時は）酒に酔っていて覚えていない」と容疑を否認。その後東京地方検察庁立川支部へ送致され、2018年1月18日付で処分保留のまま釈放。不起訴処分となったが、今回の事態を重く見たサントリーサンゴリアスはスミスを同年1月31日付で契約解除、退部の処分にした。なお今回の暴行事件により、同年1月28日に府中市内で開催予定だった『第55回日本選手権優勝記念パレード』が中止となる影響が出た。
2018年、イングランド1部プレミアシップのブリストルに6ヶ月の短期契約で加入することが発表された。